# Йосипівка (Чернівецький район)
Йосипі́вка — село в Україні, у Кострижівській селищній громаді Чернівецького району Чернівецької області.

## Населення
Згідно з переписом УРСР 1989 року чисельність наявного населення села становила 219 осіб, з яких 100 чоловіків та 119 жінок.
За переписом населення України 2001 року в селі мешкали 204 особи.

### Мова
Розподіл населення за рідною мовою за даними перепису 2001 року:
| Мова       | Відсоток |
| ---------- | -------- |
| українська | 98,53 %  |
| російська  | 1,47 %   |